# سوني أريكسون إكسبيريا ميني
سوني اريكسون اكسبيريا ميني (بالإنجليزية: Sony Ericsson Xperia mini)‏ هو هاتف ذكي من سوني موبايل كوميونيكيشنز يعمل بنظام أندرويد، تم طرحه في الأسواق في 2011.

## الخصائص
- نظام التشغيل: أندرويد
- الكاميرا الخلفية: 5 ميجابكسل
- الشاشة: إل سي دي
- الوزن: 99 غ (3.5 أونصة)
- المعالج: 1 جيجا هرتز
- الذاكرة: 512 ميجابايت
- التخزين: 1 جيجابايت